# Provinciale weg 975
De provinciale weg 975 (N975) is een provinciale weg in de Nederlandse provincie Groningen. De weg vormt een verbinding tussen de N365 bij Onstwedde en de N366 ter hoogte van Musselkanaal.
De weg is uitgevoerd als tweestrooks-gebiedsontsluitingsweg met een maximumsnelheid 80 km/h. De weg draagt achtereenvolgens de namen Barkhoornweg, Vosseberg, Musselweg en Kruisstraat.
N34 · N46 · N351 · N353 · N354 · N355 · N356 · N357 · N358 · N359 · N360 · N361 · N362 · N363 · N364 · N365 · N366 · N367 · N368 · N369 · N370 · N371 · N372 · N373 · N374 · N375 · N376 · N377 · N378 · N379 · N380 · N381 · N382 · N383 · N384 · N385 · N386 · N387 · N388 · N390 · N391 · N392 · N393 · N398

N851 · N852 · N853 · N854 · N855 · N856 · N857 · N858 · N860 · N861 · N862 · N863 · N865 · N910 · N913 · N917 · N918 · N919 · N924 · N927 · N928 · N962 · N963 · N964 · N966 · N967 · N969 · N972 · N973 · N974 · N975 · N976 · N977 · N978 · N979 · N980 · N981 · N982 · N983 · N984 · N985 · N986 · N987 · N988 · N989 · N990 · N991 · N992 · N993 · N994 · N995 · N996 · N997 · N998 · N999

Cursief vermelde wegen zijn voormalige provinciale wegen.